# Fritz Wuessing
Fritz Wuessing (* 30. Juli 1888 in Coswig; † 18. Oktober 1980 in Erlangen) war ein deutscher Germanist, Historiker und Pädagoge. Während der Weimarer Republik war er einer der wenigen sozialdemokratischen Direktoren höherer Schulen. Er engagierte sich für die Schulreform und verfasste einflussreiche Schulbücher, in denen er als einer der ersten Schulbuchautoren die deutsche Geschichte in den Kontext der europäischen Entwicklung stellte.

## Leben

### Studium und Kriegsdienst
Wuessing wurde als Fritz Wuestling, Sohn des Kaufmanns Hugo Wuestling geboren. Er besuchte die Bürgerschule in Dessau und die Latina der Franckeschen Stiftungen in Halle (Saale). Nach dem Abitur 1907 studierte er Germanistik, Geschichte und Philosophie in Halle (Saale) und München. Er promovierte 1911 über Tiecks William Lovell bei Philipp Strauch. 1912 legte er die Prüfung für das Lehramt an höheren Schulen für die Fächer Geschichte, Deutsch und philosophische Propädeutik ab. Seine Zeit als Seminarkandidat und Probekandidat absolvierte er in Berlin. Von September 1914 bis Januar 1915 und von Juli 1917 bis Oktober 1918 war er Lehrer an der Oberrealschule und Höheren Handelsschule der evangelischen Kirchengemeinde in Bukarest.
Wuessing trat im Januar 1915 während des Ersten Weltkrieges zunächst als Freiwilliger dem Osmanischen Heer bei. Im Juni 1915 wechselte er ins Deutsche Heer. Er war zuletzt Vizefeldwebel und Offiziersanwärter.

### Reformpädagoge während der Weimarer Republik
Seit dem 1. November 1918 unterrichtete Wuessing an der Städtischen Realschule II in Berlin-Charlottenburg. 1923 übernahm er die Leitung des Städtischen Reform-Realgymnasiums mit Oberrealschule in Berlin-Reinickendorf. Gleichzeitig war er Fachleiter für Deutsch, Geschichte und Erdkunde an dem mit der Schule verbundenen Seminar zur Ausbildung von Studienreferendaren. Als einer der wenigen sozialdemokratisch orientierten Direktoren höherer Schulen in Preußen verteidigte er die neuen preußischen Lehrpläne gegen konservative Kritiker im Philologenblatt.
Wuessing erinnerte sich später an seine Zeit als Leiter des Fachseminars:

„Erziehung der Erzieher – welch schöne, aber auch welch schwierige Aufgabe! Wir hatten es mit reifen, eigenwüchsigen Menschen zu tun. Die Weimarer Republik kämpfte noch um ihre Anerkennung gerade in weiten Teilen der deutschen Führungsschicht. Ihre demokratische Zielsetzung war uns Ausbildern am Fachseminar Herzenssache. Wie jedoch konnten wir unsere staatsbürgerliche Verantwortung in den Referendaren zu verpflichtendem Erlebnis bringen, ohne unsere Autorität zu mißbrauchen? Wir nahmen es ernst mit dem Geist einer echten ›Pädagogischen Provinz‹, die uns anvertraute Jugend zu freien Menschen heranzubilden, die lernen sollten, nur eine Autorität anzuerkennen: die Stimme ihres Gewissens. Wir verschlossen aber auch unsere Augen nicht vor der tiefen Problematik, die in dieser Zielsetzung liegt. Denn der Gehalt des Gewissens ist bei den verschiedenen Menschentypen nicht einhellig. […]
Getragen von der Einsicht in diese Wesensseite der Historie und beseelt von dem Willen zur religiös-sittlich gebundenen Entscheidungsfreiheit, übten wir Toleranz gegenüber unserer Referendaren und lehrten sie, ihrerseits die gleiche Führungshaltung in ihrem Unterricht wie bei jeder Begegnung mit Jugendlichen außerhalb der Schulstunden zu bewahren, ohne andererseits in reinen Wertrelativismus zu verfallen.“

1921 hatte Wuessing seine Geschichte des deutschen Volkes veröffentlicht, ein Werk, das sich nicht zuletzt an Geschichtslehrer richtete. Diese Arbeit zeichnete sich einerseits aus durch das ostentative Bekenntnis zur subjektiven Geschichtsdarstellung und andererseits durch den zeithistorischen Appell zur Zusammenarbeit über politische Grenzen und Gegensätze hinweg.

„Ehrfurcht vor dem Leben, vor dem Menschen, und der Drang zu erforschen, wie es geworden ist, leiteten mich bei meiner Arbeit. Daher erklärt sich der starke sozialethische Einschlag dieses Buches und sein Versuch, in erster Linie den treibenden und hemmenden Kräften der geschichtlichen Entwicklung nachzuspüren. […]

Aus inneren und äußeren Gründen erwuchs mir […] die Aufgabe, die soziale und politische Ideenentwicklung zu verfolgen, Leitlinien des geschichtlichen Lebens aufzudecken, man verstehe mich recht: konstruktiv zu verfahren. […]

Es wird ferner der Versuch gemacht, Geschichte als gewachsenes Leben, als sich entfaltendes organisches Dasein zu erfassen und darzustellen.[…]

Historie ist schließlich von mir aus tragisch-heroischem Geiste erlebt und nachgeschaffen worden […] ich suchte mit aller Kraft des Wortes und des Gedankens das Bewußtsein dafür zu wecken, daß in jedem von uns nur immer ein Teil des ganzen Lebens zu historischer Wirklichkeit gelangt; daß wir die Träger anderer sozialer, politischer und religiöser Lebensgefühle brauchen, wollen wir nicht an unserer Einseitigkeit verdorren.“

Wuessing engagierte sich als Experte für Geschichtsdidaktik im Bund Entschiedener Schulreformer. Gemeinsam mit Siegfried Kawerau (SPD), Fritz Ausländer (USPD) und Heinrich Reintjes erhielt der ebenfalls parteilose Wuessing den Auftrag, ein neues Geschichtsbuch zu erstellen. In den synoptischen Geschichtstabellen, die dabei entstanden, zielten die Autoren darauf ab, den Schülern durch die Gegenüberstellung verschiedener Daten und Fakten ein Verständnis für die Zusammenhänge zwischen sozioökonomischer und politischer Entwicklung zu vermitteln.
Vom 1. Mai 1930 an lehrte Wuessing als Professor für Pädagogik an der Pädagogischen Akademie Kiel, zum Wintersemester 1930/1931 wurde er Direktor der Pädagogischen Akademie Stettin. Auf eigenen Wunsch kehrte er zum 1. April 1931 in den höheren Schuldienst nach Reinickendorf zurück.

### Lehrer und Widerständler während des Nationalsozialismus
Nach dem Gesetz zur Wiederherstellung des Berufsbeamtentums wurde Wuessing vom Oberstudiendirektor zum Studienrat degradiert und zum 1. Oktober 1933 an das Städtische Reformgymnasium in Berlin-Hermsdorf versetzt. Am 1. September 1941 wurde er vorzeitig in den Ruhestand versetzt.
1942 schloss er sich der Widerstandsgruppe Mannhart um den Reinickendorfer Sozialdemokraten Max Klesse an. Die Gruppe Mannhart verfasste Flugblätter auch auf Russisch und Französisch, in denen sie zum Sturz des Regimes, zur Sabotage, langsamen Arbeiten und Krankfeiern aufriefen, um die deutsche Rüstungsproduktion zu schwächen. Der 1933 entlassene Schuldirektor Fritz Schmidt, der ebenfalls der Gruppe angehörte, berichtete nach dem Krieg, man habe sich wiederholt getroffen, um Verfassungspläne und Unterrichtsstoffe für die Zeit nach der Befreiung zu entwickeln und Material zusammenzustellen. Wuessing soll während dieser Zeit an einem Geschichtsbuch gearbeitet und die Manuskripte aus Sicherheitsgründen im Garten vergraben haben.

### Schuldirektor und Schulbuchautor nach dem Zweiten Weltkrieg
Nach dem Ende des Zweiten Weltkriegs wurde Wuessing Direktor an dem nun Georg-Herwegh-Oberschule genannten ehemaligen Reformgymnasium in Hermsdorf. In dieser Position blieb er bis Ostern 1953. Zugleich leitete er die Arbeitsgemeinschaft der Berliner Geschichtslehrer.
Wuessing entwickelte ein neues Schulbuch, Wege der Völker, dessen erste Bände noch während der Besatzungszeit veröffentlicht wurden und in den Anfangsjahren der Bundesrepublik Deutschland weite Verbreitung fanden. Darin stellte er die Deutsche Geschichte in den Zusammenhang der europäischen Entwicklung. Griff dieses Buch noch auf den Ansatz der Reformpädagogik der Weimarer Republik zurück, so trat diese Interpretation in späteren Schulbüchern anderer Autoren wieder zu Gunsten einer stärker dem Nationalstaat verpflichteten Interpretation zurück.
Wuessing wurde für seine Verdienste mit dem Verdienstkreuz I. Klasse des Verdienstordens der Bundesrepublik Deutschland geehrt.

## Schriften

### Eigenständige Arbeiten
- Geschichte des deutschen Volkes vom Ausgang des achtzehnten Jahrhunderts bis zur Gegenwart. Ein sozialpsychologischer Versuch. 1. Auflage. Schneider, Berlin 1921.
- Deutsches Wirtschaftsleben. Quelle & Meyer, Leipzig 1925.
- Hinter Pflug und Schraubenstock. Quelle & Meyer, Leipzig 1925.
- Über die Bedeutung der Polarität in Geschichte und Leben. In: Die ewige Revolution. Beiträge zur internationalen Geschichtstagung des Bundes Entschiedener Schulreformer 1925, S. 145–167.
- Über die Möglichkeit der absoluten Wertbildung in der Geschichte. In: Die ewige Revolution. 1925, S. 123–144.
- Deutsche Geschichte im Rahmen der europäischen Entwicklung. Pädagogischer Verlag, Berlin 1947.
- Die Vorgeschichte Europas. Pädagogischer. Verlag, Schulz, Berlin 1947.
- Geschichte des deutschen Volkes vom Ausgang des 18. Jh. bis zum Ende d. 1. Weltkrieges. 2. Auflage. Pädagogischer Verlag Berthold Schulz, Berlin 1947.
- Von der germanischen Frühgeschichte bis zum Zerfall des Karolingerreiches. Pädagogischer Verlag Schulz, Berlin 1947.
- Von den Sachsenherrschern bis zum Untergang der Staufer. Pädagogischer Verlag Schulz, Berlin 1948.
- Auflösung des deutschen Reiches – Reformation – Gegenreformation. Pädagogischer Verlag Schulz, Berlin 1949.
- Das Zeitalter des Absolutismus in Mittel- und Westeuropa. Pädagogischer Verlag Schulz, Berlin 1949.
- Wege der Völker. Geschichtsbuch für deutsche Schulen. Pädagogischer Verlag Schulz, Berlin 1950.

### Gemeinschaftsarbeiten
- Siegfried Kawerau u. a.: Synoptische Tabellen für den geschichtlichen Arbeits-Unterricht. Vom Ausgang des Mittelalters bis zur Gegenwart. 1. Auflage. Schneider, Berlin etwa 1922.
- Erich Blauert u. a.: Kinderseelen. Quelle & Meyer, Leipzig 1925.
- Erich Blauert u. a.: Elternhaus und Nachbarschaft. Quelle & Meyer, Leipzig 1925.
- V. Henry u. a.: Glaube und Persönlichkeit. Quelle & Meyer, Leipzig 1925.
- Peter Kolb u. a.: Allerlei Geschichten. Quelle & Meyer, Leipzig 1925.
- Arthur Laudien, Fritz Wuessing, Gustav Wenz: Aus der Welt der Antike. Quelle & Meyer, Leipzig 1925.
- Wilhelm Oppermann, Gustav Wenz, Fritz Wuessing: Aus deutschen Mundarten. Quelle & Meyer, Leipzig 1925.
- Gustav Wenz u. a.: Deutsche Volkssagen. Quelle & Meyer, Leipzig 1925.
- Gustav Wenz, Fritz Wuessing: Deutsche Volksmärchen. Quelle & Meyer, Leipzig 1925.
- Gustav Wenz, Fritz Wuessing, Walter Byer: Deutsche Dichtermärchen. Quelle & Meyer, Leipzig 1925.
- Fritz Wuessing u. a.: Aus deutscher Vergangenheit. Quelle & Meyer, Leipzig 1925.
- Fritz Wuessing, Gustav Wenz: Deutscher Hort. Kulturkundliches Lesebuch für die höheren Schulen in Einzelheften. Quelle & Meyer, Leipzig 1925.
- Gertrud Fauth u. a.: Die Frau im Volkstum. Quelle & Meyer, Leipzig 1926.
- Fritz Rücker, Fritz Wuessing, Gustav Wenz: Pflicht und Schicksal. Quelle & Meyer, Leipzig 1926.
- Gustav Wenz u. a.: Spielgefährten. Quelle & Meyer, Leipzig 1926.
- Gustav Wenz, Fritz Wuessing: Schildbürgerstreiche und andere seltsame Geschichten. Quelle & Meyer, Leipzig 1926.
- Gustav Wenz, Fritz Wuessing: Schwänke und Schnurren. Quelle & Meyer, Leipzig 1926.
- Fritz Wuessing, Wilhelm Camphausen, Gustav Wenz: Vom Neuen Reich zum Weltkrieg. Quelle & Meyer, Leipzig 1926.
- Fritz Wuessing, Wilhelm von Diez, Gustav Wenz: Im Zeitalter der Reformation und des Dreißigjährigen Krieges. Quelle & Meyer, Leipzig 1926.
- Fritz Wuessing, Ferdinand Hodler, Gustav Wenz: Freiheit und Einheit. Quelle & Meyer, Leipzig 1926.
- Fritz Wuessing u. a.: Von Fehrbellin bis Waterloo. Quelle & Meyer, Leipzig 1926.
- Fritz Wuessing, Anton von Werner, Gustav Wenz: Auf dem Wege zum Weltkrieg. Quelle & Meyer, Leipzig 1926.
- Fritz Wuessing, Matthias Zasinger, Gustav Wenz: Im Mittelalter. Quelle & Meyer, Leipzig 1926.
- Gustav Wenz u. a.: Natur. Quelle & Meyer, Leipzig 1927.
- Fritz Wuessing u. a.: Im Weltkrieg. Quelle & Meyer, Leipzig 1927.
- Adolf Hedler, Fritz Wuessing, Gertrud Bäumer: Freiherr vom Stein. Der grosse, freiheitliche, deutsche Staatsmann. Beltz, Langensalza 1931.
- Arnold Bork, Fritz Wuessing: Querschnitte. 6. Auflage. Pädagogischer Verlag Schulz, Berlin 1950.
- Richard Dietrich, Fritz Wuessing: Formen und Fragen des geschichtlichen Lebens. 6. Auflage. Pädagogischer Verlag Schulz, Berlin 1950.
- Waldemar Hoffmann, Georg Schulz, Fritz Wuessing: Aufstieg. Geschichte des Altertums und des Mittelalters. 61. Auflage. Pädagogischer Verlag Schulz, Berlin 1950.
- Margot Krohn, Fritz Wuessing: Einführung in die Bürgerkunde. 31. Auflage. Pädagogischer Verlag Schulz, Berlin 1950.
- Wilhelm Miethke u. a.: Der Neuzeit entgegen. Spätes Mittelalter und Neuzeit bis 1815. 2. Auflage. Pädagogischer Verlag Schulz, Berlin 1950.
- Harald Scherrinsky, Fritz Wuessing: Ringen um Freiheit. Vom Ausgang des Mittelalters bis zur Revolution von 1848. 11. Auflage. Pädagogischer Verlag Schulz, Berlin 1950.
- Otto Schulz, Fritz Wuessing: Das Leben in der Vorzeit. 31. Auflage. Pädagogischer Verlag Schulz, Berlin 1950.
- Gertrud Schulze, Fritz Wuessing: Demokratie im Werden. Geschichte der neuesten Zeit von 1849 bis in die Gegenwart. 21. Auflage. Pädagogischer Verlag Schulz, Berlin 1950.
- Friedrich Schmidt, Fritz Wuessing: Das Zeitalter der Restauration und des Liberalismus. Pädagogischer Verlag Schulz, Berlin 1951.
- Martin Stellmann, Fritz Wuessing: Vom Wiener Kongreß bis zur Gegenwart. Pädagogischer Verlag Schulz, Berlin 1951.
- Agnes von Zahn-Harnack, Fritz Wuessing: Wandlungen des Frauenlebens. Vom 18. Jahrhundert bis zur Gegenwart. Pädagogischer Verlag Schulz, Berlin 1951.
- Fritz Seelig, Fritz Wuessing: Europäische Politik 1919–1950. Pädagogischer Verlag Schulz, Berlin 1952.